# Schefflera kuntzei
Schefflera kuntzei là một loài thực vật có hoa trong Họ Cuồng cuồng. Loài này được (Harms ex Kuntze) Frodin miêu tả khoa học đầu tiên năm 1993.